# Bodenverfestigung

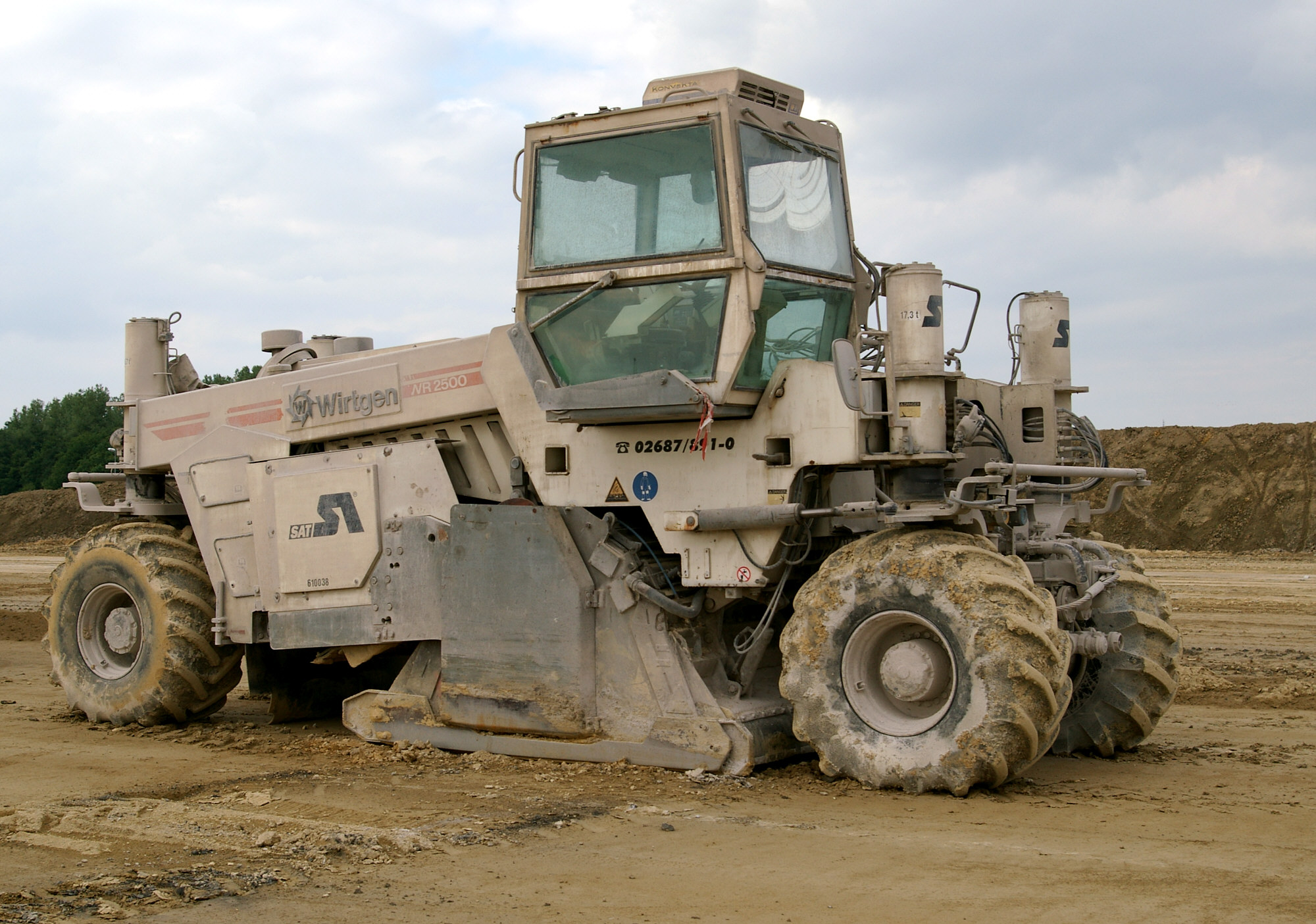
Der Bodenstabilisierer mischt Bindemittel in den Boden ein.

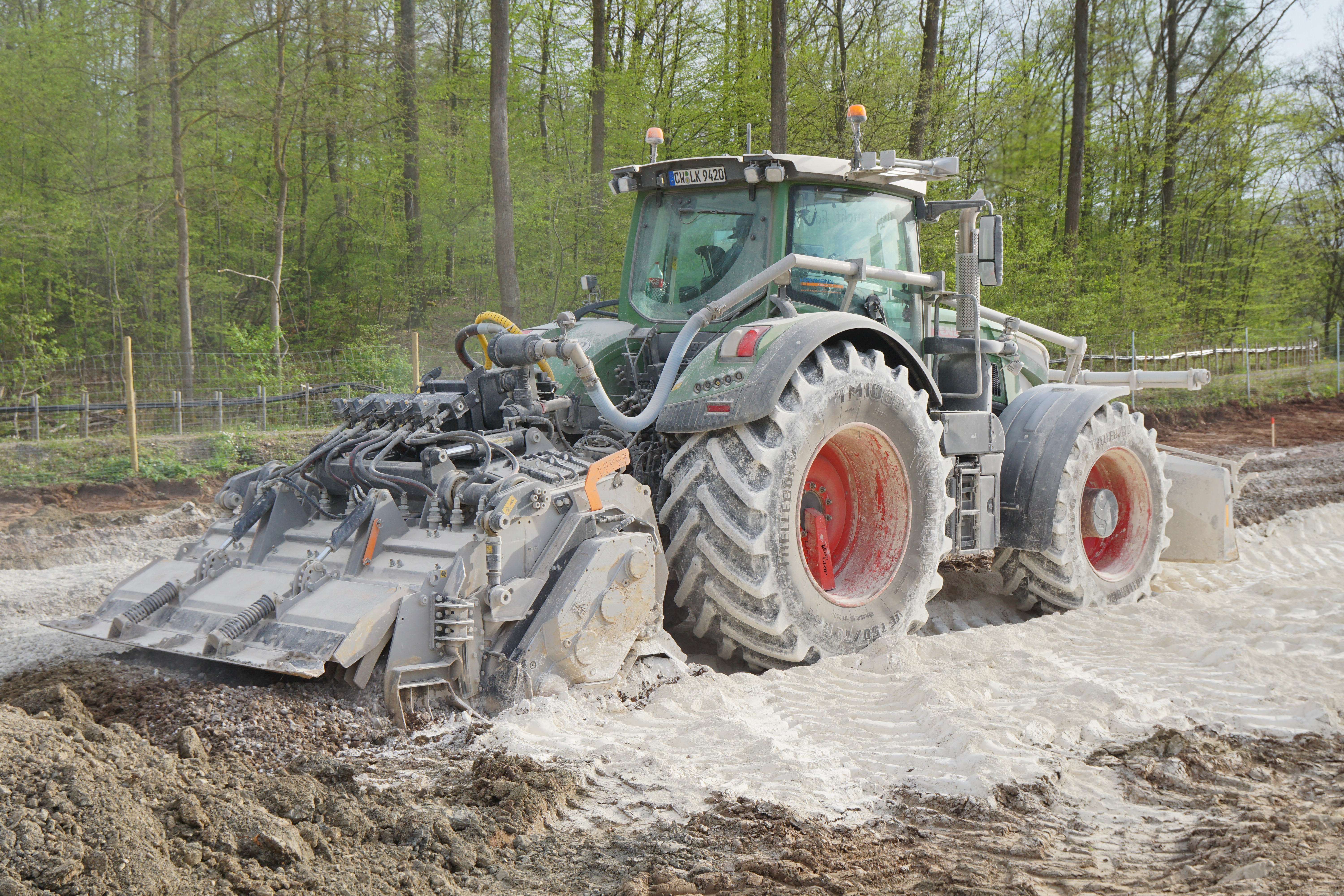
Traktor mit angebautem Bodenstabilisierer bringt Baukalk in den Boden ein.

Die Bodenverfestigung (veraltet auch Bodenvermörtelung genannt) ist ein geotechnisches Verfahren bei Böden zur dauerhaften Erhöhung der Tragfähigkeit und der Widerstandsfähigkeit gegen Frost. Zu diesem Zweck werden dem Boden Bindemittel (etwa Zement oder Baukalk bzw. Kalk-Zement-Gemische (Mischbindemittel)) zugegeben, die die Zusammensetzung der Bodenstruktur bis in eine Tiefe von 50 cm verändern.
Angewandt wird dieses Verfahren bei Böden, die als Grundlage für einen Verkehrsweg oder ein Gebäude genutzt werden sollen und den daraus resultierenden Beanspruchungen nicht widerstehen können. Geeignet sind nichtbindige Böden unterschiedlicher Zusammensetzung (beispielsweise Kies- oder Sandgemische) sowie schluffige und tonige Böden. Ausgeprägt plastische Tone (TA) mit halbfester bis fester Konsistenz lassen sich nicht ausreichend mit Bindemitteln homogenisieren. Nicht geeignet sind organische Böden und unvollständig zersetzte Felsgesteine. Alternativ zur Bodenverfestigung kann ein Bodenaustausch erfolgen.
Die Bodenverfestigung ist nicht mit der Bodenverbesserung gleichzusetzen, da letztere auf die Steigerung der Einbaufähigkeit und Verdichtbarkeit des Bodens abzielt.

## Methoden
Bei dem Verfahren ist zwischen folgenden zwei Methoden zu unterscheiden:
- Im Baumischverfahren (auch mixed-in-place) erfolgt die Bodenverfestigung direkt vor Ort mit Hilfe spezieller Maschinen (Bindemittelstreuer und Bodenstabilisierer).
- Im Zentralmischverfahren (auch mixed-in-plant) wird der Boden abgetragen und in eine Mischanlage – oftmals mobile Kaltmischanlage – transportiert. Dort erfolgt das Vermischen mit Wasser und Bindemittel. Anschließend wird der aufbereitete Boden wieder auf der Baustelle eingebaut.

## Normen und Standards
- Zusätzliche Technische Vertragsbedingungen und Richtlinien für Erdarbeiten im Straßenbau (ZTV E-StB)
- Zusätzliche Technische Vertragsbedingungen und Richtlinien für Schichten ohne Bindemittel (ZTV SoB-StB) (seit 4. Februar 2005, davor Zusätzliche Technische Vertragsbedingungen und Richtlinien für Tragschichten im Straßenbau (ZTV T-StB))
- Merkblatt über Bodenverfestigungen und Bodenverbesserungen mit Bindemitteln, Ausgabe 2004
- Merkblatt zur Herstellung, Wirkungsweise und Anwendung von Mischbindemitteln, Ausgabe 2012